# Corobisís
Els corobisís van ser un poble indígena de Costa Rica que en 1522 habitava en el marge oriental del golf de Nicoya i va ser visitat pel conqueridor Gil González Dávila, que va identificar el seu rei amb el nom de Corevisí. Segons la relació feta pel tresorer Andrés de Cereceda, al regne de Corevisí s'hi van batejar 210 persones.

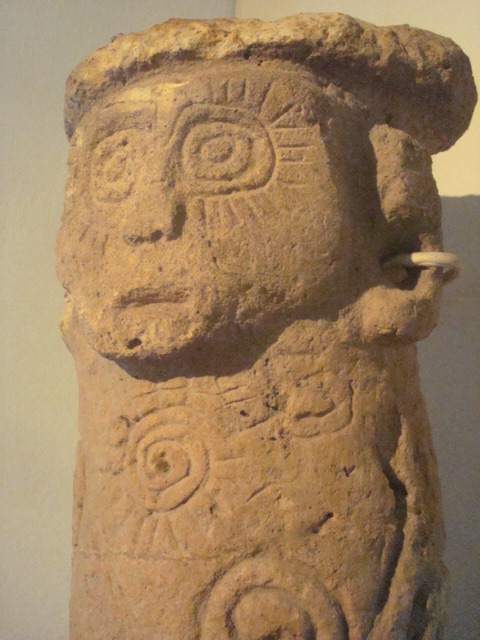
Pilar antropomorf d'ignimbrita oposat a la zona de Cañas-Liberia, província de Guanacaste, Costa Rica. Es van utilitzar per marcar cementiris o com a ofrenes dins de les tombes. 300-800 d. de C.

El regne de Corevisí es trobava a quatre llegües de distància dels dominis d'un monarca anomenat Sapandi (Zapandí), situats en la desembocadura del riu actualment anomenat Tempisque, i a vuit del regne de Diriá, situat a la vora del riu del mateix nom. Gonzalo Fernández de Oviedo y Valdés, després de referir-se a Zapandí, diu que "I a un parell d'ell al Nord-oest està un altre cacic que es diu Corobicí", la qual cosa situaria els dominis d'aquest en el curs superior del mateix Tempisque, però si en lloc de nord-oest es llegeix nord-est, l'emplaçament dels corobisís correspondria als afluents del riu Las Piedras, entre els quals hi ha un que té precisament el nom de riu Corobicí.
Els corobisís parlaven una llengua que va ser qualificada com a bella i antiga pels espanyols, i culturalment pertanyien a l'Àrea Intermèdia, mentre que els pobles amb els quals confinaven pertanyien a les cultures de Mesoamèrica. Fernández de Oviedo també esmenta que la llengua corobicí era diferent de la dels nicaraos, chorotegues i subtiabes, però no ha quedat cap evidència lingüística d'aquest idioma que permeti identificar-la. S'ha proposat que l'idioma corobicí era una divisió de la família paya-txibtxa, un tipus de rama. És possible que, abans de l'arribada dels chorotegues l'any 800 de nostra era a la regió de Nicaragua i Nicoya, els corobisís i alguns pobles similars fossin els habitants originals de la regió, ocupant els territoris perifèrics als rius Tempisque i Abangares, entre Orotiña i Chomes, d'una banda, i la península de Nicoya per l'altre.
En l'il·legal repartiment d'encomanes efectuat en 1569 pel Governador Pero Afán de Ribera y Gómez es va esmentar entre els principals o vassalls del rei Garabito a "Cobobici", nom amb el qual potser es va voler identificar el rei dels corobisís. No obstant això, es creu que, a conseqüència de la conquista espanyola, els corobisís es van retirar a les muntanyes, van creuar la Serralada Volcànica de Guanacaste i es van establir en les planes del nord de Costa Rica, donant així origen a l'actual poble dels guatusos.
Alguns vestigis de la cultura dels corobisís persisteixen fins als nostres dies en la forma d'una sèrie de petroglifs que es troben al Monument Nacional El Farallón, una roca de 20 m de llarg i 7 d'alt, situada al poblat de Sandillal de Cañas, en la província de Guanacaste. A El Farallón, els corobisís van registrar en pedra sentiments personals, cerimònies i emblemes de clans; figures humanes i d'animals com a micos, aus, peixos i iguanes. Es calcula que aquests petroglifs daten dels primers anys de l'era cristiana fins a aproximadament 800 anys de la nostra era. D'aquesta zona també s'han trobat pilars de pedra amb formes humanes o d'animals, que inclouen en els seus dissenys petroglifs similars als trobats a El Farallón.